# Monte Cavo
Der Monte Cavo ist der jüngere Eruptionskegel eines Vulkans im Komplex des Vulcano Laziale und bildet mit 950 m s.l.m. die zweithöchste Erhebung der Albaner Berge.

## Geschichte
Für die Latiner war der Monte Cavo ein Heiliger Berg. Im Altertum Albanus Mons genannt, beherbergte der Gipfel den Tempel des Jupiter Latiaris, das Bundesheiligtum der Latiner. Hier wurden die feriae latinae (Bundesfeste) gefeiert. Zu dieser Zeit wurden Kriege unterbrochen und es wurden auf dem Berg Opfergaben dargebracht. Jedes der 47 teilnehmenden Völker erhielt Anteile des Hauptopfers, eines Stieres. Zum Gipfel führte eine breite Straße, die für Triumphzüge nach militärischen Siegen genutzt wurde. Der Geschichtsschreiber Titus Livius berichtet von einem beinahe völligen Erlöschen des Brauches, bis eines Tages auf dem Berg Steine vom Himmel gefallen seien. Durch erneute Opfergaben habe sich der Steinregen jedoch besänftigen lassen. Eine weitere Sage berichtet davon, dass der Heerführer Hannibal hier am Krater gelagert haben soll. 1783 wurde der Jupitertempel auf dem Gipfel zerstört und aus seinen Steinen ein Kloster errichtet.

## Tourismus

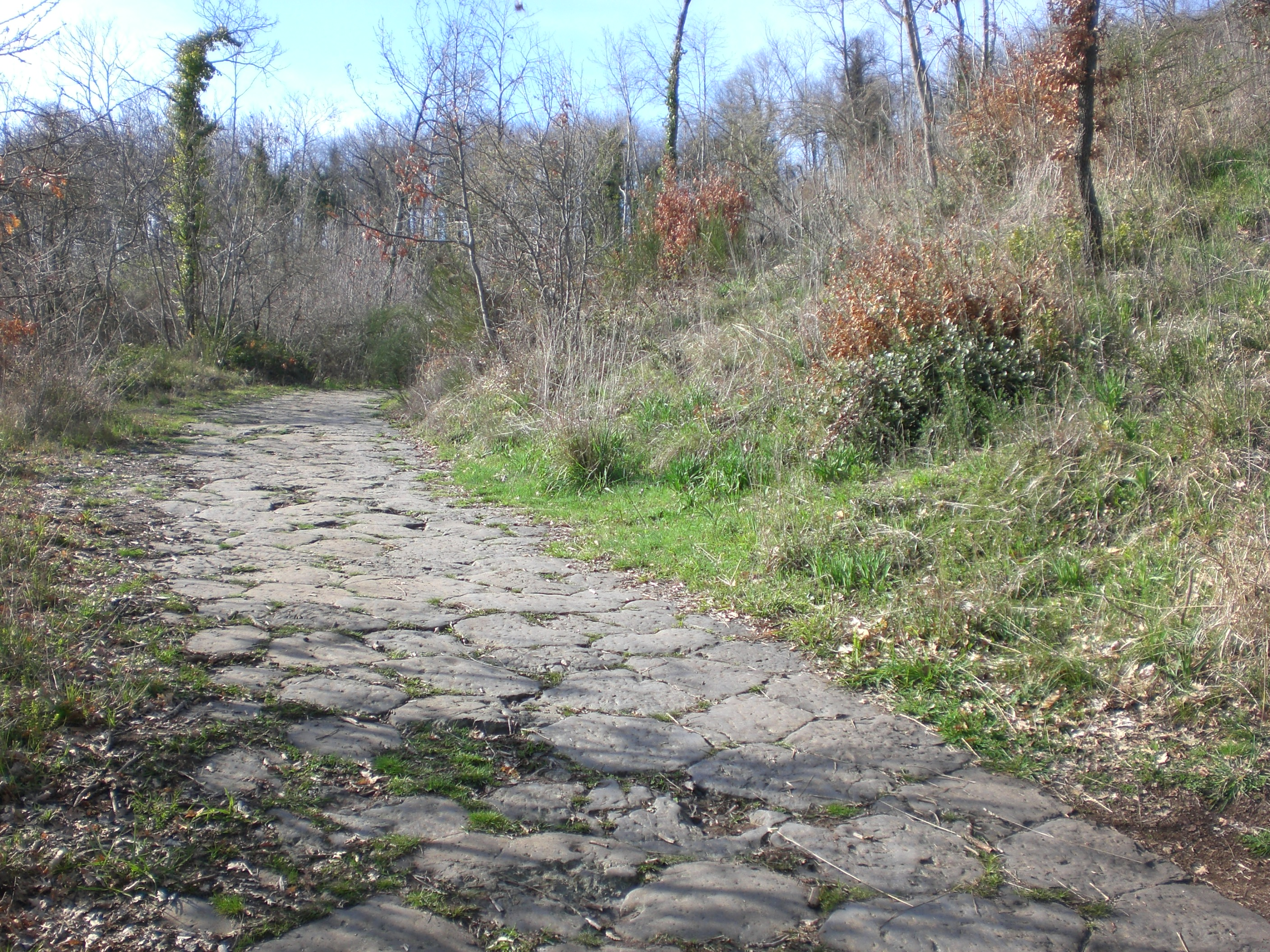
Die Via Sacra

Eine nicht öffentliche Straße (bewachte Schranke) führt zum Gipfelplateau, das von Dutzenden vor allem militärisch aber auch privat genutzten Antennenanlagen umgeben ist. Ein zerfallenes Gebäude mit ehemaligem Restaurant zeugt von touristischen Zeiten, heute stehen auf dem ganzen Gipfel nur noch unzählige klimatisierte Container, welche die Sendeanlagen für die Antennen beinhalten (Sendeanlagen Monte Cavo). Ein großer Teil ist militärisches Sperrgebiet. Die Aussicht auf die weitere Umgebung ist stark eingeschränkt. Ein Fußweg führt vom Ort Rocca di Papa durch den Wald über eine historische Straße (Via Sacra), vorbei an Resten einer römischen Festungsanlage und einer antiken janusköpfigen Felsskulptur, ebenfalls in den Gipfelbereich und stößt dort auf die Fahrstraße. In der Nähe findet sich ein Aussichtspunkt mit einem weiten Blick auf den Albaner See und den Nemisee sowie auf Castelgandolfo.

## Kommandozentrale
Neben den Antennen auf dem Gipfel befindet sich im Berg eine weitläufige Bunkeranlage, die von der italienischen Luftwaffe genutzt wurde. Bis 1976 befand sich dort das 2. Regional Operations Centre, das für die Luftraumkontrolle und die operative Führung von Einsatzverbänden in Mittelitalien und Sardinien verantwortlich war. Danach befand sich in dem Bunker die geschützte Führungsstelle des italienischen Luftwaffengeneralstabs (Centro Operativo dello Stato Maggiore Aeronautica). Er war neben dem Monte Soratte auch als Regierungsbunker vorgesehen.